# Tommaso da Frignano
Tommaso da Frignano, le cardinal de Grado, est un cardinal italien né à Modène en Émilie-Romagne, Italie, et décédé le 19 novembre 1381 à Rome. Il est membre de l'ordre des franciscains.

## Repères biographiques
Da Frignano est un fondateur et professeur de la faculté de théologie de l'Université de Bologne. Le 6 juin 1367, il est élu ministre général de son ordre. Da Frignano est élu patriarche de Grado le 19 juillet 1372 et remplit plusieurs missions diplomatiques pour le pape.
Da Frignano est créé cardinal par le pape Urbain VI lors du consistoire du 18 septembre 1378. Après le passage de Fr. Leonardo Rossi da Giffoni à l'obédience de l'antipape Clément VII, il gouverne l'ordre comme vicaire général jusqu'à l'élection d'un nouveau ministre général. Le pape Urbain VI le nomme en 1378 visiteur apostolique des camaldules. Da Frignano est nommé doyen du collège des cardinaux en 1378 et est membre de l'inquisition. Il est chargé à entamer la canonisation de Brigitte de Suède.
Il était l'oncle de l'humaniste Giovanni Conversini.